# NoNoNo
「NoNoNo」（ノーノーノー）は、韓国の女性アイドルグループ・Apinkの日本デビューシングル。2014年10月22日にユニバーサルミュージックジャパン
から発売された。

## 収録曲

### 初回生産限定盤A
CD
1. NoNoNo -Japanese Ver.- [3:41]
作詞：PA-NON、作曲：S.Tiger・Kupa、編曲：S.Tiger
2. MY MY -Japanese Ver.- [3:55]
作詞：MEG.ME、作曲：S.Tiger、編曲：S.Tiger・Rado
3. NoNoNo (Instrumental) [3:41]
4. MY MY (Instrumental) [3:54]

DVD　収録内容
1. NoNoNo (Music Video) [Dance feature ver.]

- トレーディングカード
- 『「NoNoNo」 3形態購入者・応募特典【SPECIAL DVD全員プレゼント!】キャンペーン』応募券
- 特典:SPECIALミラー付

### 初回生産限定盤B
CD
1. NoNoNo -Japanese Ver.-
2. MY MY -Japanese Ver.-
3. NoNoNo (Instrumental)
4. MY MY (Instrumental)

DVD　収録内容
1. NoNoNo (Music Video)
2. Making of 「NoNoNo Music Video」

- トレーディングカード
- 『「NoNoNo」 3形態購入者・応募特典【SPECIAL DVD全員プレゼント!】キャンペーン』応募券

### 通常盤
1. NoNoNo -Japanese Ver.-
2. MY MY -Japanese Ver.-
3. NoNoNo (Instrumental)
4. MY MY (Instrumental)